# Fukusa

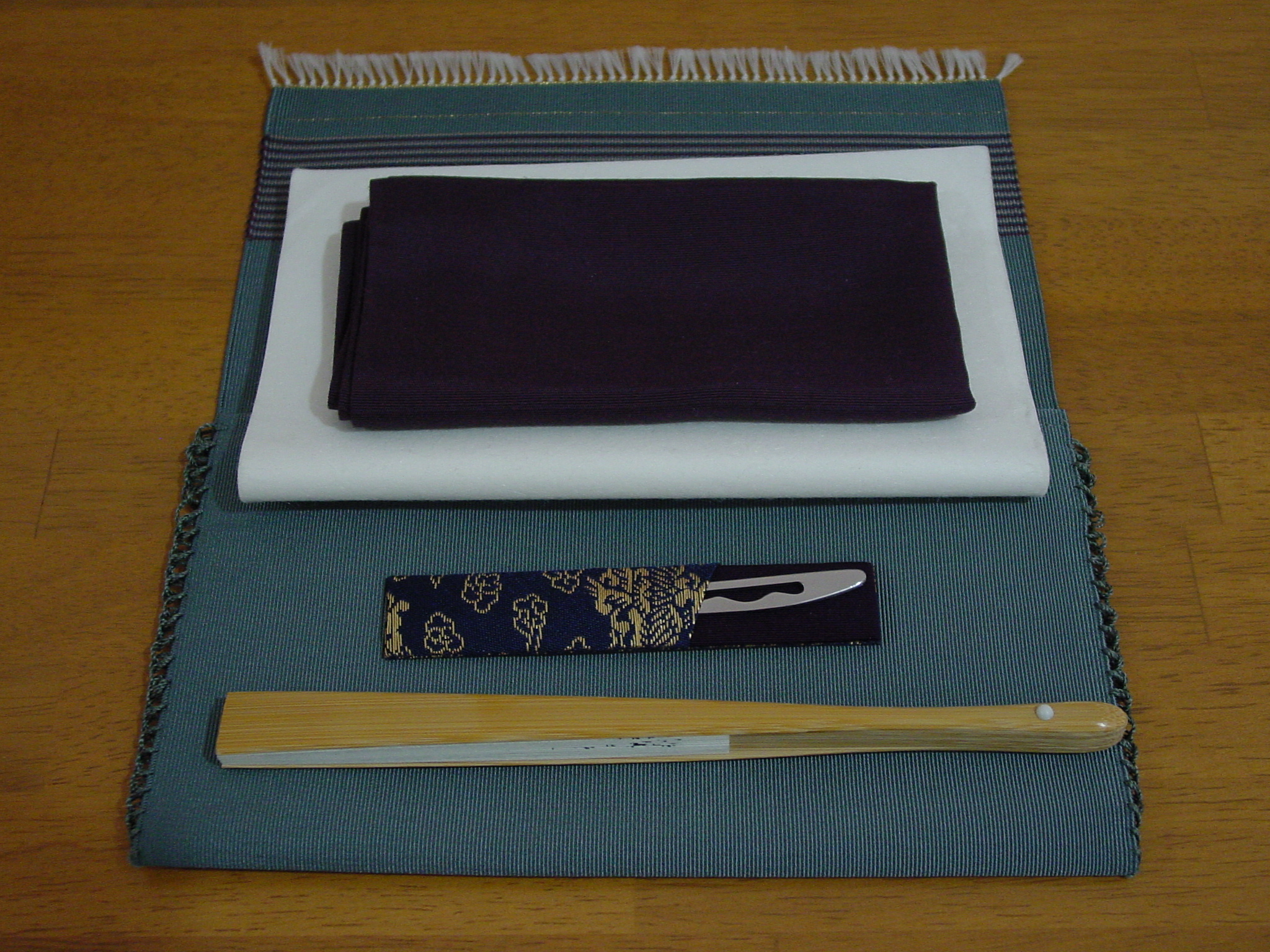
Un fukasa-basami (袱紗ばさみ) su cui sono stati poggiati: un ventaglio (sensu, 扇子), un coltellino per dolci (kashi-yōji, かしようじ) e un fukusa di colore viola sotto il quale sono raccolti dei tovaglioli di carta bianca (kaishi (懐紙).

Il Fukusa (袱紗, anche Chabukusa 茶袱紗) nella cerimonia del tè giapponese (Cha no yu, 茶の湯) è un tovagliolo di seta privo di decorazioni o disegni, utilizzato per pulire alcuni oggetti come il chashaku ((茶杓) e il chaki (茶器). Le sue dimensioni sono in media di 28 centimetri per 27,6 centimetri. Esso viene piegato a forma di triangolo e portato dall'ospite, avvolto nella cintura alla vita. I movimenti con cui viene estratto e quelli con cui viene utilizzato sono estremamente codificati a dimostrazione della presenza mentale dell'ospite che lo impiega. Questi movimenti, tuttavia, variano a seconda degli stili delle  scuole in cui la cerimonia viene eseguita.